# Freer
Freer is een plaats (city) in de Amerikaanse staat Texas, en valt bestuurlijk gezien onder Duval County.

## Demografie
Bij de volkstelling in 2000 werd het aantal inwoners vastgesteld op 3241.
In 2006 is het aantal inwoners door het United States Census Bureau geschat op 3047, een daling van 194 (-6.0%).

## Geografie
Volgens het United States Census Bureau beslaat de plaats een oppervlakte van
10,5 km², waarvan 10,4 km² land en 0,1 km² water.

## Plaatsen in de nabije omgeving
De onderstaande figuur toont nabijgelegen plaatsen in een straal van 52 km rond Freer.